# Ray Mac Sharry
Raymond (Ray) MacSharry (né le 29 avril 1938 à Sligo) est un homme politique irlandais qui fut notamment commissaire européen à l'agriculture.

## Carrière européenne
En 1984, la réhabilitation de MacSharry commença avec son entrée au parlement européen. En 1987 Haughey revint au pouvoir et MacSharry devint ministre des finances. Il s'efforça d'apporter de l'ordre aux finances publiques et à la mauvaise situation économique du pays. Ces positions affirmées pour couper les dépenses de l'État lui valurent le surnom de Mack the Knife. MacSharry fut par la suite récompensé par Haughley qui le choisit comme commissaire européen pour représenter l'Irlande.
MacSharry est connu pour être le premier commissaire à l'agriculture à travailler sur la réforme de la politique agricole commune (PAC) en 1992. La réforme MacSharry qui en résulta marque un tournant dans l'histoire de la PAC.